# Éditions Syllepse
 (décembre 2017).
Pour les articles homonymes, voir Syllepse (homonymie).
Syllepse est un éditeur indépendant engagé de sensibilité autogestionnaire créé en 1989. Proche du mouvement altermondialiste et, plus généralement, du mouvement social, cette maison d'édition publie chaque année une trentaine d'ouvrages.

## Affaire judiciaire
Dans le cadre de l'affaire Videlier, l'association en tant que co-éditrice de l'ouvrage Négationnistes : les chiffonniers de l’Histoire, publié en 1997, est condamnée le 6 mars 1998 par le tribunal de grande instance de Paris pour diffamation publique envers un particulier et à payer une amende et les dommages et intérêts. Le 31 mars 1999, la cour d'appel confirme la condamnation.
Philippe Videlier et Radio France d'une part, et les responsables de l'association Golias et des éditions Syllepse d'autre part — éditeurs de l'ouvrage incriminé — voient donc confirmées les condamnations aux amendes prévues. Le 14 juin 2000, la Cour de cassation rejette le pourvoi des éditions Syllepses[Qui ?] et des contributeurs de l'ouvrage,.

## Collections 2017
- Alternatives Sud
- Archipels du surréalisme
- Arguments et Mouvements
- Comprendre et Agir
- Construire les alternatives
- ContreTemps
- Côté cour
- Coyoacán
- Espaces Marx
- Explorations et découvertes en terres humaines
- Germe
- Histoire : enjeux et débats
- Des paroles en actes
- Le Présent Avenir
- Libre espace
- Mauvais temps
- Mille marxismes
- Notes et documents de la Fondation Copernic
- Nouveaux regards
- Nouvelles Questions féministes
- Points cardinaux
- La Politique au scalpel
- Radical America
- Sens dessus-dessous
- Utopie critique
- Yiddishland

### Sources
- Manifeste des éditions Syllepse [PDF]